# Federico Zurlo
Federico Zurlo (* 25. Februar 1994 in Cittadella) ist ein ehemaliger italienischer Radrennfahrer.

## Karriere
Federico Zurlo wurde 2011 italienischer Meister im Cyclocross der Junioren. Im Jahr darauf gelang ihm ein Etappensieg beim kroatischen Etappenrennen Tour of Istria, einem Straßenradrennen für Junioren, wo er auch Dritter in der Gesamtwertung wurde. 2014 ging Zurlo zu UnitedHealthcare Pro Cycling Team. Beim Arctic Race of Norway 2015 wurde er Zweiter auf der zweiten Etappe.
2016 wechselte Zurlo zu Lampre-Merida. Dort siegte er auf einer Etappe bei der Tour of Qinghai Lake 2016. Außerdem bestritt er die Vuelta a España 2016, seine erste Grand Tours in seiner Karriere. Im Jahr darauf bestritt er ebenfalls die Vuelta a España und diese beendete er auf Rang 149. Bei der Türkei-Rundfahrt 2017 wurde Zurlo auf der ersten Etappe Etappenvierter. 2018 wurde er auf der fünften Etappe der Portugal-Rundfahrt Fünfter.
Die letzte Station seiner Karriere hatte Zurlo 2019 und 2020 beim italienischen UCI Continental Team Giotti Victoria. Mit dem Team erzielte er 2019 zwei Etappenerfolge bei Rennen der UCI Asia Tour. Nach der Saison 2020 beendete er im Alter von 26 Jahren seine Karriere als Radrennfahrer.

## Erfolge
2011
- Italienischer Meister – Cyclocross (Junioren)

2012
- eine Etappe Tour of Istria

2016
- eine Etappe Tour of Qinghai Lake

2019
- eine Etappe und Punktewertung Japan-Rundfahrt
- eine Etappe Tour de Kumano

## Platzierungen bei den Grand Tours
| Grand Tour            | 2016 | 2017 |
| --------------------- | ---- | ---- |
| Giro d’ItaliaGiro     | –    | –    |
| Tour de FranceTour    | –    | –    |
| Vuelta a EspañaVuelta | DNF  | 149  |